# Larry Abney
Lawrence Austin Abney, detto Larry (Nyack, 19 maggio 1977), è un ex cestista e allenatore di pallacanestro statunitense, professionista nella NBDL, in Europa, Sudamerica e Oceania.

## Palmarès
- USBL All-Rookie Team (2000)
- Coppa d'Olanda: 1

EBBC Den Bosch: 2009